# 골 (스포츠)

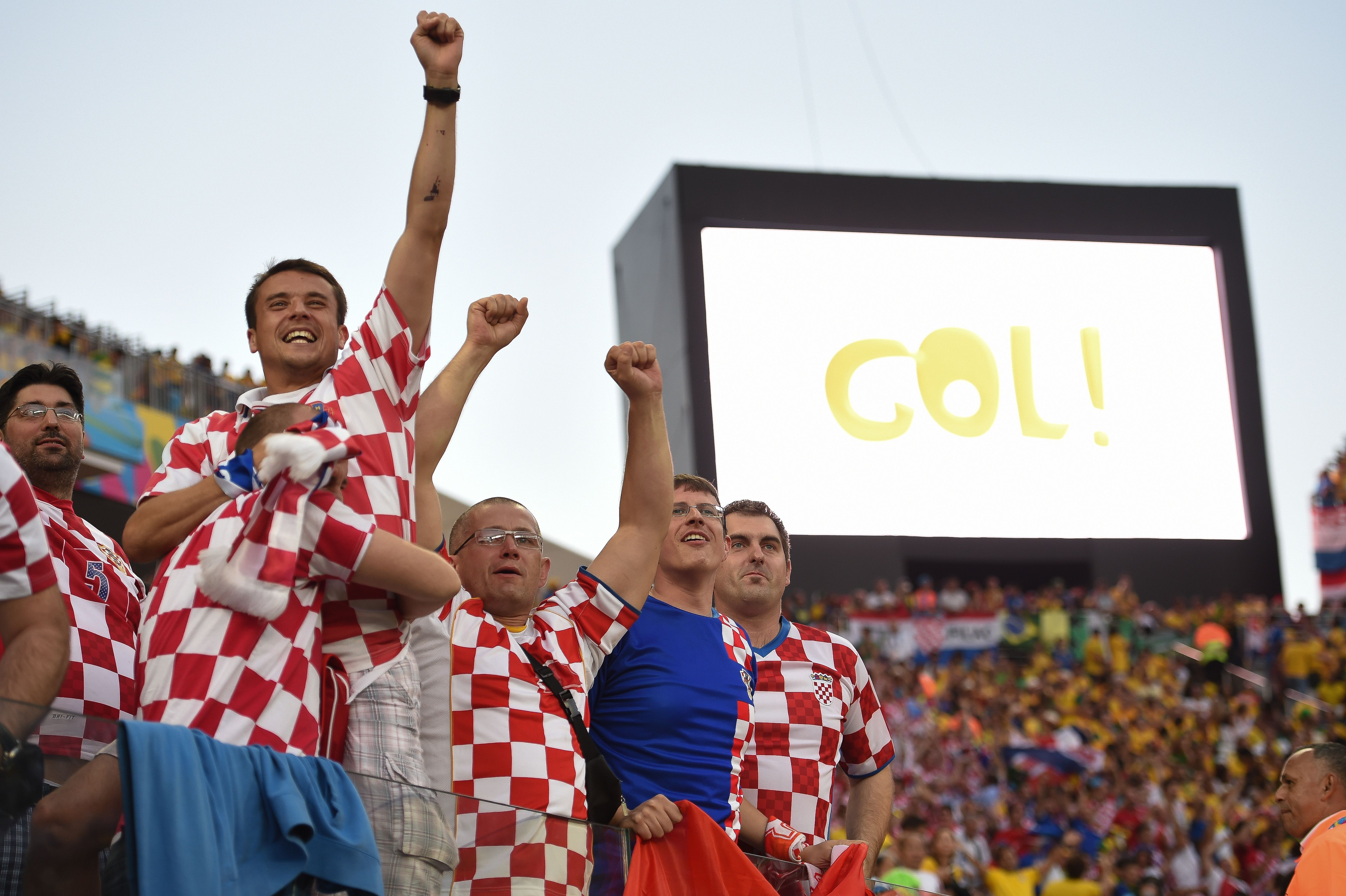

골(영어: goal, 스페인어: gol, 문화어: 꼴)은 구기 스포츠에서 공을 특정한 지점에 넣어 득점하는 것을 일컫는다. 대개 축구, 핸드볼, 하키 등은 사각형 모양의 골문 안으로 넣어야 골이 된다. 미식축구의 경우에는 공을 엔드존까지 가지고 가거나(터치다운), 공을 차서 굽쇠 모양의 골대 안쪽으로 넣는 것을 말한다.
스포츠에서 골은 득점 인스턴스를 의미할 수도 있고, 공격 팀이 점수를 얻기 위해 공이나 퍽(puck)을 보내야 하는 물리적 구조나 영역을 의미할 수도 있다. 골의 구조는 스포츠마다 다르며, 각 팀이 방어할 수 있도록 경기장의 각 끝이나 그 근처에 골을 배치한다. 많은 스포츠에서 각 골 구조는 일반적으로 수평 크로스바를 지지하는 골 포스트라고 불리는 두 개의 수직 포스트로 구성된다. 골 포스트 사이의 경기장 표면에 표시된 골라인은 골 영역을 구분한다. 따라서 목표는 골 포스트 사이, 크로스바 아래 또는 위(스포츠에 따라 다름), 골라인을 가로질러 공이나 퍽을 보내는 것이다. 다른 스포츠에는 농구 골대와 같이 공이나 퍽이 통과해야 하는 다른 유형의 구조나 영역이 있을 수 있다. 골 득점이 특징인 스포츠는 일반적으로 침략 게임으로도 알려져 있다.
여러 스포츠에서는 공이나 퍽을 상대 골 구조물이나 영역에 보내는 것이 유일한 득점 방법이므로 최종 점수는 각 팀이 득점한 총 골 수로 표시된다. 다른 스포츠에서는 목표가 여러 채점 방법 중 하나일 수 있으므로 다른 목표와는 다른 설정된 점수의 가치가 있을 수 있다.

## 골대의 크기
각 스포츠에서 골대 또는 득점지역의 크기는 다음과 같다.
- 축구 (7.32 × 2.44m)
- 농구 (0.45 × 3.05m)
- 럭비 (골대 폭 5.64m, 빗장까지 높이 3.05m, 인골 지역도 있다.)
- 하키 (2.14 × 3.66m)
- 아이스하키 (1.83 × 1.22m)
- 라크로스 (1.83 × 1.83m)
- 핸드볼 (2.0 × 3.0m)
- 폴로 (6.6 × 7.2m)
- 카누 폴로 (1.0x1.5m)

## 종목별 골

### 축구
축구에서 골의 종류 중 사전적인 의미를 가지고 있는 것은 없지만 통상적으로 쓰이는 골의 종류는 다음과 같다.
- 선취골- 경기 중 가장 처음으로 들어간 골을 뜻한다. 결승골로 이어지기도 한다.
- 추가골- 1점차 이상으로 이기고 있는 상황에서 추가적으로 들어간 골을 추가골이라 한다.
- 자책골- 실수로 자신의 팀 진영의 골대로 골을 넣는 것을 뜻한다. 자책골을 넣어 조국의 팬에게 총에 맞아 죽은 선수도 있다. 이러한 무게감 때문에 '자살골'이라고도 한다.
- 만회골- 팀이 2점차 이상으로 뒤지고 있을 때 들어간 골을 뜻한다. 만회골은 동점골을 넣는 발판이 되기도 한다.
- 동점골- 팀이 1점차로 뒤지고 있을 때 넣은 골을 뜻한다. 보통 동점골을 넣은 팀의 사기는 올라가고 내준 팀의 사기는 떨어져 역전골 또는 결승골의 발판이 되기도 한다.
- 역전골- 팀이 뒤지고 있다가 만회골 또는 동점골을 넣은 뒤 기세를 몰아 형세를 뒤집는 골이 들어갔을 경우 이를 역전골이라 한다. 대부분 결승골로 이어진다.
- 결승골- 동점인 상황에서 승부를 결정짓는 선취골 또는 역전골, 2-0, 3-0 등으로 앞서다 상대팀의 추격골이 터지면서 2-1, 3-2가 되었을 경우 2번째와 3번째 골처럼 최종적으로 승부를 결정짓는 골
- 골든골- 두 팀이 연장전에 들어갔을 때 어느 한 팀이 골을 넣으면 경기가 종료되는 제도 또는 골을 의미한다. 현재 골든골은 공식적으로 축구 규칙에서 사라졌다.

### 농구
농구의 주요 목적은 공식적으로 바스켓이라고 불리는 골대에 공을 던지는 것을 통해 득점하는 것이다. 공이 위에서 바스켓 링을 완전히 통과하면 바스켓의 득점이 된다. 그러나 각 바스켓으로 득점한 점수는 공이 코트의 어느 곳에서 왔는지에 따라 달라지며, 팀이 게임에서 승리하기 위해 반드시 가장 많은 바스켓을 득점할 필요는 없다. 농구 점수는 총점으로 표시된다.
일반 플레이 중에 득점한 바스켓을 필드 골이라고 하며 3점 라인 내부 또는 위에서 슛하면 2점, 3점 라인 너머에서 슛하면 3점을 얻는다. 3점 라인과 바스켓 사이의 거리는 레벨에 따라 다르다. 공이 바스켓을 향해 날아가거나 바로 위에 있는 동안 수비팀이 골텐딩이나 바스켓 방해를 범한 경우에도 슈팅팀에 점수가 부여된다.
농구팀은 자유투로도 득점할 수 있는데, 자유투는 각각 1점을 얻는다. 특정 시나리오에서 상대가 파울을 범한 후 팀에 자유투가 주어진다. 자유투를 하는 선수(보통 파울을 당한 선수)는 자유투 라인 뒤에 두 발을 두고 반대 없이 지정된 수의 슛을 쏠 수 있는 자격이 있다.
바스켓은 내부 직경이 18인치(46cm)인 금속 링으로 구성되어 있으며, 바닥에서 수평으로 10피트(3.0m) 높이에 매달려 있어 링의 중심이 각 사이드라인에서 등거리에 있고 측면에서 5피트 3인치(1.60m) 떨어져 있다. 바스켓 링 아래에는 네트가 부착되어 공의 하향 진행 상황을 간략하게 확인하고 점수를 표시한다. 링은 너비 6피트(1.8m), 높이 3.5피트(1.1m)의 직사각형 백보드에 고정되어 있지만, 낮은 수준의 놀이나 레크리에이션 용도에서는 백보드가 더 작거나 부채꼴 모양일 수 있다. 전체 구조는 뒤에서 지지되며 더 높은 수준의 플레이에서는 엔드 라인 너머 바닥에 고정된다. 구조물은 낮은 플레이 레벨에서는 벽이나 천장에 고정될 수 있다. 링, 네트, 백보드의 전면, 상단, 하단 및 측면은 모두 인바운드로 간주되는 반면, 백보드 후면과 지지 구조물(코트의 인바운드 영역에 매달린 부분도 포함)은 아웃 오브 바운드로 간주된다.

### 럭비
두 럭비 코드 모두 필드 양쪽 끝에 인골 영역이라고 하는 득점 영역과 별도의 H자형 골 구조가 있다. 1차 채점 방식은 트라이이며, 럭비 유니온에서는 5점, 럭비 리그에서는 4점을 받는다. 트라이는 인골 지역에 공을 접지하여 득점된다.
럭비 코드에서는 플레이스 킥이나 드롭킥으로 공을 크로스바 위로 그리고 H자형 골대 기둥 사이로 득점한다. 골 포스트는 골라인(인 골 지역의 최전선) 중앙에 위치한다. 크로스바는 지면에서 3미터(9.8피트) 떨어져 있다. 기둥의 간격은 럭비 리그에서는 5.5m(18피트)이고 럭비 유니온에서는 5.6m(18피트)이다.

## 골 셀러브레이션
득점을 축하하는 것은 흔한 일이다. 이는 일반적으로 득점자가 수행하며 팀 동료, 감독 또는 코칭 스태프 및 팀 서포터가 포함될 수 있다. 일반적으로 골을 축하하는 것을 의미하는 반면, 이 용어는 선수가 셔츠를 벗거나 공중제비를 하는 것과 같은 특정 행동에도 적용될 수 있다.

## 같이 보기
- 골 셀러브레이션
- 슛
- 골키퍼
- 자책골
- 어시스트